# Tiffany Thornton
Tiffany Dawn Thornton (sinh ngày 14 tháng 2 năm 1986 tại College Station, Texas, U.S.) là một ca sĩ, diễn viên người Mỹ, được biết đến nhiều nhất qua vai Tawni Hart trong series phim truyền hình nhiều tập của kênh Disney Sonny with a Chance.

## Sự nghiệp
Thornton bắt đầu sự nghiệp diễn xuất của mình trong bộ phim truyền hình của hãng Fox Quintuplets. Cô tiếp tục là ngôi sao khách mời trong 8 Simple Rules, American Dreams, The O.C., Desperate Housewives, That's So Raven, Jericho, Wizards of Waverly Place và Hannah Montana.
Năm 2009, cô được giao vai Tawni Hart trong series phim Sonny with a Chance của kênh Disney, và có một vai nhỏ trong phim Hatching Pete.

## Cuộc sống đời tư
Thornton đính hôn với bạn trai Christopher Carney, một nhân viên tòa án sau khi quen nhau 1 năm, vào tháng 12 năm 2009. Cô cho biết, "Tôi theo đạo thiên chúa. Tôi luôn có lòng tin với mọi thứ."

## Sự nghiệp phim ảnh
| Phim       | Phim                                   | Phim                               | Phim                                                                                    |
| ---------- | -------------------------------------- | ---------------------------------- | --------------------------------------------------------------------------------------- |
| 2009       | Hatching Pete                          | Jamie                              | Phim nguyên bản ở Kênh Disney                                                           |
| Television |                                        |                                    |                                                                                         |
| Năm        | Show                                   | Vai                                | Ghi chú                                                                                 |
| 2004       | Quintuplets                            | Stacy                              | Pilot                                                                                   |
| 2004       | 8 Simple Rules                         | Marnie                             | 1 tập: "Car Trouble?"                                                                   |
| 2005       | American Dreams                        | Tonya                              | 2 tập: "Truth Be Told" và "Home Again"                                                  |
| 2005       | The O.C.                               | Ashley                             | 3 tập: "The Shape of Things to Come", "The Disconnect" và "The Safe Harbor"             |
| 2006       | Desperate Housewives                   | Barbie                             | 1 tập: "No One Is Alone"                                                                |
| 2006       | That's So Raven                        | Tyler Sparks                       | (tập "Checkin' Out", nằm trong bộ That's So Suite Life of Hannah Montana)               |
| 2006       | Jericho                                | Stephanie Lancaster                | Pilot episode, không được ghi tên                                                       |
| 2007       | Hannah Montana                         | Becky                              | 2 tập: "Get Down, Study-udy-udy" and "Yet Another Side of Me"                           |
| 2007       | Wizards of Waverly Place               | Susan                              | 1 episode: "Movies"                                                                     |
| 2008       | Disney Channel's Totally New Year 2008 | Chính cô                           | Disney Channel special New Years event                                                  |
| 2009       | Leo Little's Big Show                  | Chính cô                           | Hatching Pete and Dadnapped Double Feature and "Sonny With a Chance: Sonny's Big Break" |
| 2009-nay   | Sonny with a Chance                    | Tawni Hart                         | vai chính, series truyền hình kênh Disney                                               |
| 2010       | Fish Hooks                             | Doris Flores Gorgeous (lồng tiếng) | 1 tập: "Doris Flores Gorgeous"                                                          |
| 2010       | Kick Buttowski: Suburban Daredevil     | Teena Sometimes (lồng tiếng)       | 1 tập: "And... Action!"                                                                 |

## Âm nhạc

### Bài hát
- 2009: "Let It Go" (với Mitchel Musso)[4] - Disney Channel Playlist
- 2009: "Some Day My Prince Will Come"[5] - Snow White and the Seven Dwarfs: Diamond Edition DVD/Blu-ray
- 2009: "Magic Mirror" - Tinker Bell and the Lost Treasure
- 2009: "I Believe" song ca với Kermit the Frog - Studio DC: Almost Live
- 2010: "If I Never Knew You"[5] - DisneyMania 7
- 2010: "Kiss Me" - Sonny with a Chance (nhạc phim)
- 2010: "Sure Feels Like Love" - Sonny with a Chance (nhạc phim)

### Video ca nhạc
- 2008: "La La Land" (video nhạc của Demi Lovato, khách mời)
- 2009: "Let It Go" (với Mitchel Musso)
- 2009: "Some Day My Prince Will Come"
- 2009: "I Believe"

## Giải thưởng
| Năm  | Giải thưởng        | Hạng mục                | Đề cử               | Kết quả |
| ---- | ------------------ | ----------------------- | ------------------- | ------- |
| 2010 | Teen Choice Awards | "Summer TV Star-Female" | Sonny with a Chance | Đề cử   |